# دارالتبلیغ اسلامی
دار التبلیغ اسلامی مؤسسه‌ای است که در سال ۱۳۴۴ به‌دست سید کاظم شریعتمداری تأسیس شد. بعد از انقلاب این سازمان به دستور روح‌الله خمینی به دفتر تبلیغات اسلامی تغییر نام پیدا کرد.

## تاریخچه
دارالتبلیغ اسلامی، مؤسسه‌ای علمی-مذهبی بود که در سال ۱۳۴۴ توسط سید کاظم شریعتمداری در قم تشکیل به تأسیس شد که در مراسم افتتاح آن، شریعتمداری، موسی صدر و صدر بلاغی به ایراد سخنرانی پرداختند. هدف از ایجاد این مرکز تربیت مبلغ مذهبی و مقابله با تبلیغات ضد شیعی بود. در این مرکز اسلامی مبلغان مذهبی با زبان‌های خارجی آشنا شده و همچنین کتب تبلیغی به زبان‌هایی دیگر ترجمه می‌شد.

## استادان و مدرسان
با توجه به برنامه درسی این مدرسه از روحانیونی و افراد روشنفکر مذهبی برای تدریس و سخنرانی دعوت می‌شد که برخی از این افراد عبارت بودند از: ناصر مکارم شیرازی، جعفر سبحانی، سید موسی شبیری زنجانی، مرتضی مطهری، سید صدرالدین بلاغی، سید مرتضی شبستری، سید محمود طالقانی، مهدی بازرگان، علی اکبر پرورش.

## مکان این ساختمان
این ساختمان در چهار راه بیمارستان شهر مقدس قم واقع شده‌است. این ساختمان با معماری زیبای خود نقش مهمی در اداره مسائل فرهنگی دارد.

## مصادره دارالتبلیغ اسلامی
به دنبال مباحث پیش آمده در خصوص صادق قطب زاده و دستگیری او و سپس اعلام خلع مرجعیت از آیت الله شریعتمداری توسط جامعه مدرسین حوزه علمیه قم در سال ۱۳۶۱ سید حسین موسوی تبریزی با تأیید نظرش توسط روح‌الله خمینی دارالتبلیغ اسلامی مصادره و نام آن به دفتر تبلیغات اسلامی قم یافت.
«با توجه به اینکه آقای شریعتمداری دیگر صلاحیت ادارهٔ دارالتبلیغ اسلامی قم و انتشارات و چاپخانه و کتابخانه و متعلقات آنها اعم از ساختمان‌ها و خوابگاه و غیره را ندارند و نمی‌توانند دربارهٔ آنها سرپرستی کنند و از آنجا که همهٔ آنها طبق اعترافات خودش از وجوه شرعیه و زکوات و عطایای مردم و از بیت المال مسلمین تهیه شده‌است با کسب اجازه که از محضر مبارک ولی‌فقیه و مرجع بزرگوار و امام امت آیت‌اللّه العظمی امام خمینی مدظله العالی شد ایشان اجازه فرمودند که دفتر تبلیغات اسلامی قم تمامی موارد یادشده را به نحو احسن اداره نمایند. امید است که با اِعمال مدیریت صحیح و دقت کامل در حفظ بیت‌المال کما هو حقه بهره‌برداری به نحو اتَم و اکمل در مصالح اسلام و مسلمین و ترویج شریعت مقدس اسلام و مکتب جعفری علیه‌السلام و تربیت طلاب علوم دینی و مروجین و مبلغین مذهبی انجام گیرد و همواره مورد توجه حضرت بقیة اللّه ارواحنا فداه باشد. از این تاریخ می‌توانید با صورتجلسهٔ کامل همهٔ موارد فوق و کلیهٔ وسایل موجود را از دادستان محترم انقلاب اسلامی قم تحویل بگیرند.»